# Art communautaire

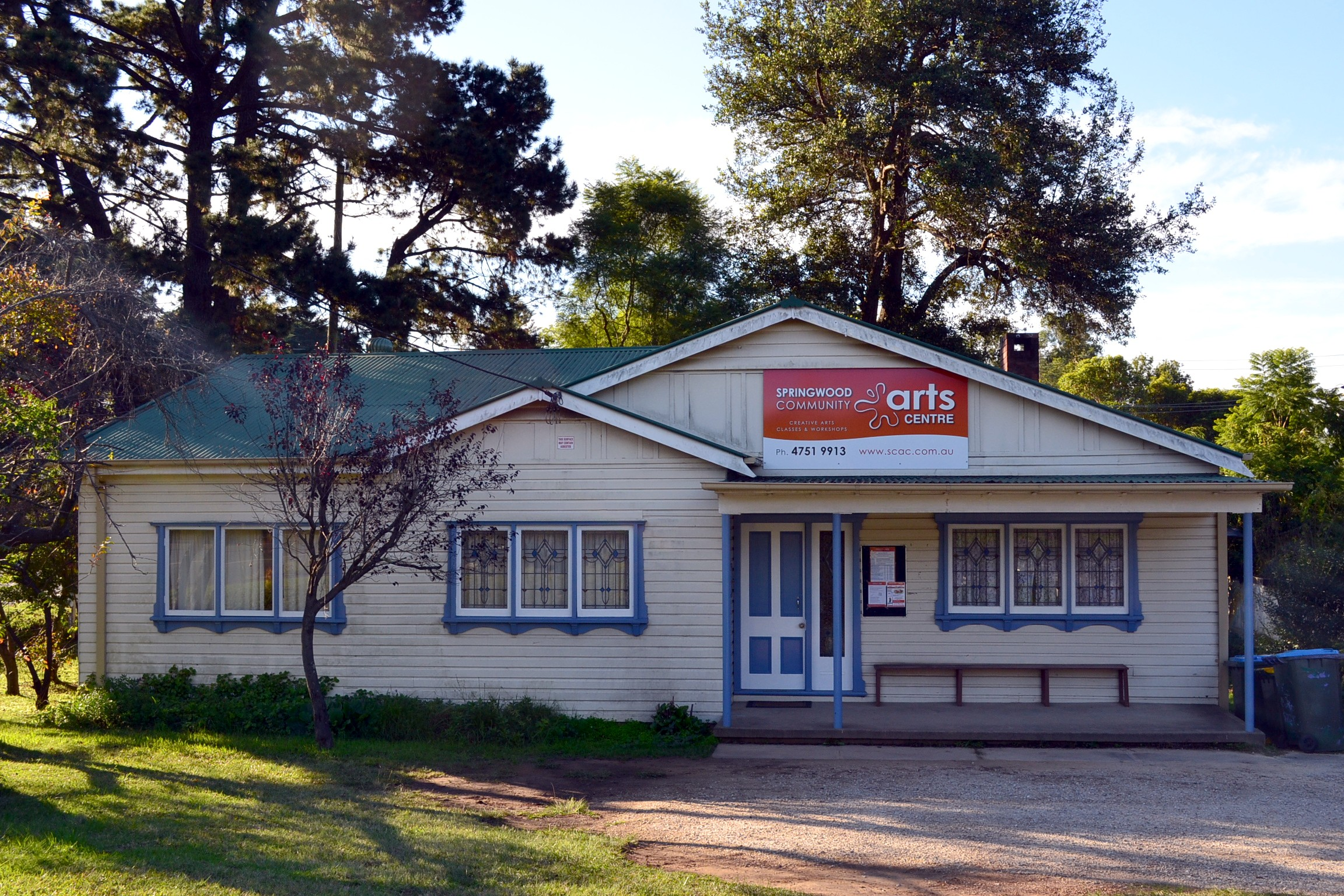
Centre des arts communautaires de Springwood.

L'art communautaire - expression souvent utilisée au pluriel arts communautaires - se réfère à une activité artistique impliquant une communauté humaine. Ses activités, hétérogènes, peuvent utiliser n'importe quel support et sont caractérisées par des interactions et des dialogues avec la communauté concernée.
Souvent, des professionnels du monde de l'art collaborent avec des personnes qui ne sont pas habituellement engagées dans une démarche artistique. Mais il est exigé un enracinement réel de l'artiste au sein de la communauté. Son engagement se déroule au moins sur plusieurs mois, et doit mettre en place un processus de création partagé avec la communauté.
Le terme a été défini à la fin des années soixante et a lancé un mouvement qui a grandi aux États-Unis, au Canada, en Angleterre, en Irlande et en Australie. En Scandinavie, le terme se rapporte plus souvent à un projet d'art contemporain.
Les pratiquants portent leur attention sur la justice sociale et sur les méthodes d'éducation populaire. Ils mettent l'emphase sur une dynamique commune et la collaboration. L'art communautaire est plus souvent un art pour susciter des changements sociaux, et demande l'implication des membres de la communauté, qui créent avec les artistes. Cela se manifeste sur des niveaux locaux, régionaux, nationaux, ou internationaux.

## Guérison et ouverture politique
Souvent, les arts communautaires s'exercent au sein de communautés défavorisées. Les membres d'une communauté s'expriment ensemble à travers un processus artistique, impliquant quelquefois des artistes ou acteurs professionnels. Ce processus agit comme un catalyseur pour lancer des évolutions au sein de la communauté. Il s'agit de mettre en perspective la souffrance imposée par les rapports de domination, et de libérer la parole créatrice, pour contester cette domination. Elle s'appuie sur des expériences individuelles, et la recherche de ce qui relie les membres. Cette forme de contestation remet en cause les frontières entre espace public, de l'action, et de l'espace politique.
Face aux souffrances et aux injustices d'origine sociales, les arts communautaires se veulent être un outil de guérison et de résistance. Ils conjuguent un travail individuel et collectif, et s'associent à des luttes pour transformer les conditions sociales à l'origine de cette souffrance. La création artistique, réalisée dans un groupe respectueux, est comprise comme un moyen d'y parvenir, car elle permet tout à la fois d'aborder des questions personnelles difficiles et de les mettre à distance. Cette mise à distance facilite ensuite la réflexion et l'action.
Du point de vue du travail artistique, il s'agit de travailler avec les personnes, et non pas pour elles. On rejette les principes d'avant-garde artistique. La création artistique permet d'entrer dans des lieux communautaire où cela serait difficile autrement, elle facilite une grande liberté d'expression, et génère partage et plaisir, qui contribuent à nourrir un désir d'émancipation.
Les arts communautaires remettent en question l'idée d'un beau universel, et se calent sur les règles provisoires de la communauté. Ils réfutent l'expression rationnelle, forcément détenue par le groupe dominant, et recherchent une parole expressive. L'artiste, par son implication, favorise l'émergence d'une subjectivité partagée, forgée par l'expérience de la création. Comme le mépris et la souffrance sociale génèrent un déficit de reconnaissance, cette subjectivité nouvelle devient un enjeu politique et juridique majeur. Selon Diane Lamoureux, ses actions favorisent un pouvoir pour, associé à une capacité d'agir, et moins un pouvoir sur, associé à une domination. Ainsi le pouvoir circule entre les différents acteurs sociaux, au lieu d'être accaparé par l'un d'eux. La délibération sur l'espace public n'est plus une question de bonne volonté, mais une extension de cet espace, pour mettre à jour les exclusions, et assurer la participation de tous. Avec par exemple Nancy Fraser, on affirme que ces nouvelles pratiques délibératrices (témoignages, rhétoriques symboliques...) ne sont pas là pour mettre en valeur des points de vue particuliers, qui favorisent les intérêts privés, mais de convaincre du caractère public des questions soulevées. Un exemple de ce processus est le problème de la violence conjugale, qui passe petit à petit de la sphère privée à la sphère publique.
S'il ne fait aucun doute que les arts communautaires favorisent émancipations, débats publics et création artistique par tous, différentes difficultés apparaissent à l'expérience. Ainsi, peu de projets parviennent à créer un lieu de discussion politique. peut être parce que l'artiste a souvent du mal à quitter la place qui est habituellement la sienne, et parce qu'il recherche trop un consensus, se soucie trop d'éthique, et ne sait pas exprimer les mésententes. Une autre difficulté est que les projets d'art communautaire restent très peu connus ; ils restent confidentiels et ont alors du mal à transgresser les règles dominantes.

## Théâtre communautaire
Le théâtre communautaire comprend le théâtre fait par, avec, pour une communauté - cela peut être du théâtre déjà fait par une communauté, sans aide extérieure, ou une collaboration entre des membres de la communauté et des artistes professionnels du théâtre, ou des performances faites entièrement par des professionnels à destination d'une communauté particulière. La taille des théâtres communautaires varie de petits groupes dirigés par des individus isolés et se produisent dans des espaces loués, à des groupes importants, permanent et bien équipés. De nombreux théâtres communautaires connaissent le succès, dans le commerce non mercantile, de nombreux membres actifs, et une forte équipe de professionnels à plein temps. Le théâtre communautaire est souvent un théâtre d'auteur collectif, et se rapporte à des formes populaires, telles le carnaval, le cirque, les défilés, ainsi que des modes de performances issues de théâtres commerciaux. Le théâtre communautaire est appelé au capital social d'une communauté dans la mesure où il développe ses compétences, son esprit, et la sensibilité artistique de ceux qui y participent, que ce soit pour les producteurs ou les membres et publics.

## Exemple
L'histoire des servantes et employées de maison au Canada n'avait laissé que peu de traces historiques. Pour en retrouver la mémoire, le Centre d'histoire de Montréal, avec l’Association des aides familiales du Québec, ont fait appel à Raphaëlle de Groot, qui crée un chantier de recherche inséré dans cette communauté peu visible, et réalise l'exposition Plus que parfaites. Chroniques du travail en maisons privées 1920-2000. À l'aide de petites annonces Raphaëlle de Groot a pu retrouver des membres de cette communauté, et, sur plusieurs mois de travail, a réalisé des entretiens pour récolter des témoignages ; parallèlement, elle reprend des recherches historiques. Finalement, elle réalise l'exposition, composée d'images et de témoignages, des miniatures et figurines de ces aides ménagères, des vidéos de scènes réalisées par les aides ménagères reproduisant leur quotidien, un livre (en collaboration avec un sociologue), et déposé des poupées les représentant au seuil des maisons où des aides ménagères avaient travaillé. La fabrication de ces poupées leur avait permis de mettre en cause l'image péjorative de servitude qui est la leur.

## Source
- (en) Cet article est partiellement ou en totalité issu de l’article de Wikipédia en anglais intitulé « Community arts » (voir la liste des auteurs).